# 이스타지우 베이라히우
이스타지우 베이라히우(포르투갈어: Estádio Beira-Rio)는 브라질 히우그란지두술주 포르투알레그리에 위치한 경기장으로, SC 인테르나시오나우의 홈 구장으로 사용되고 있다. 공식 명칭은 이스타지우 조제 피녜이루 보르다(포르투갈어: Estádio José Pinheiro Borda)이다. 2014년 FIFA 월드컵 개최 경기장 중 한 곳이다.

## 경기장 전경

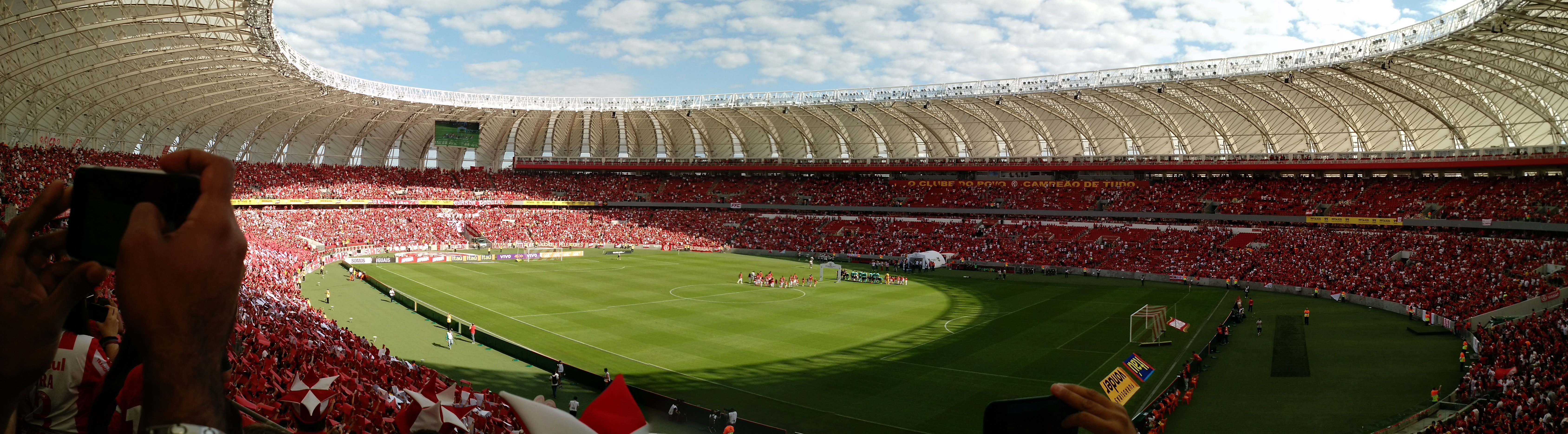
Panorámica del estadio.

## 갤러리

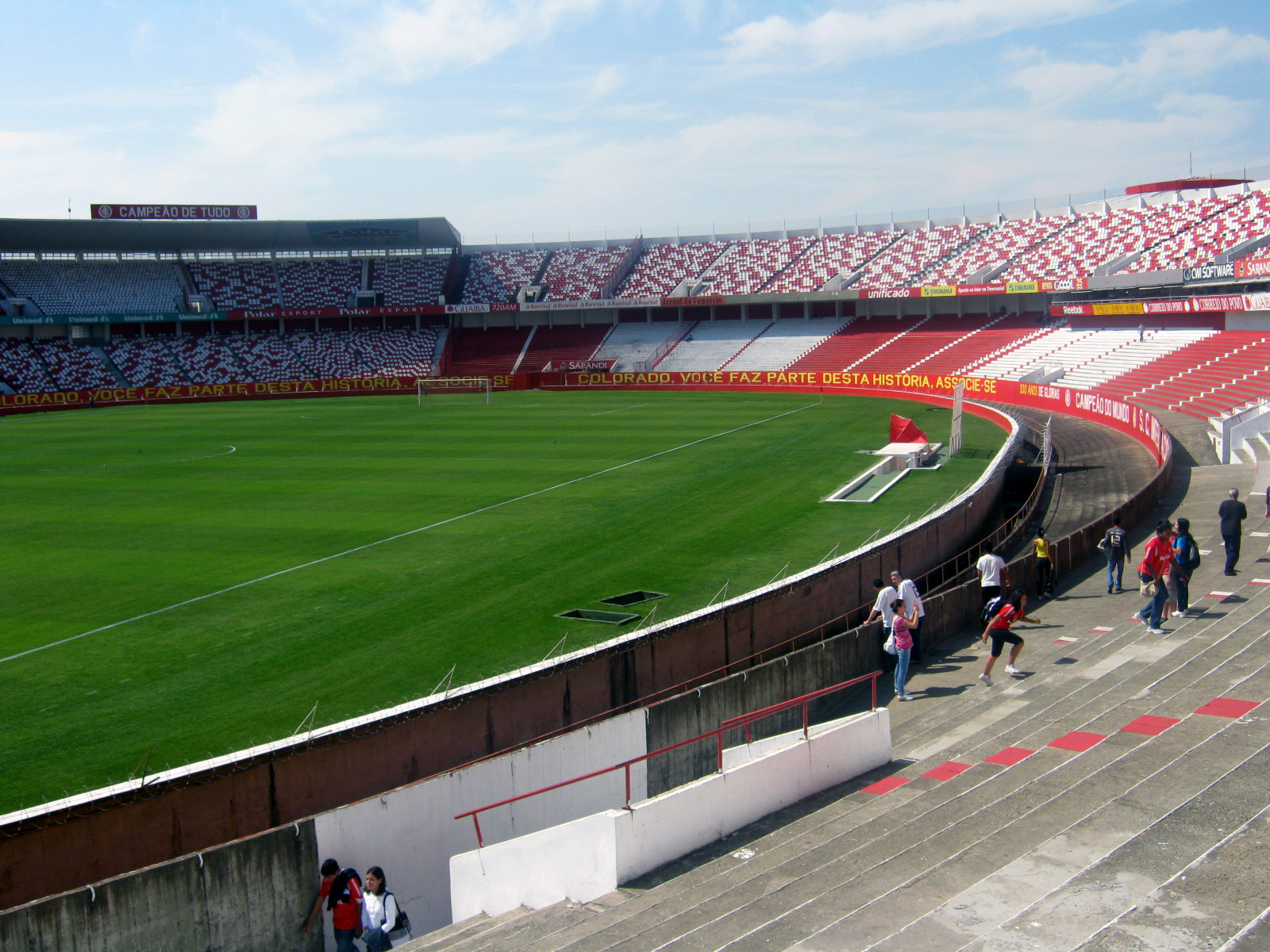
재개장 이전 경기장의 모습
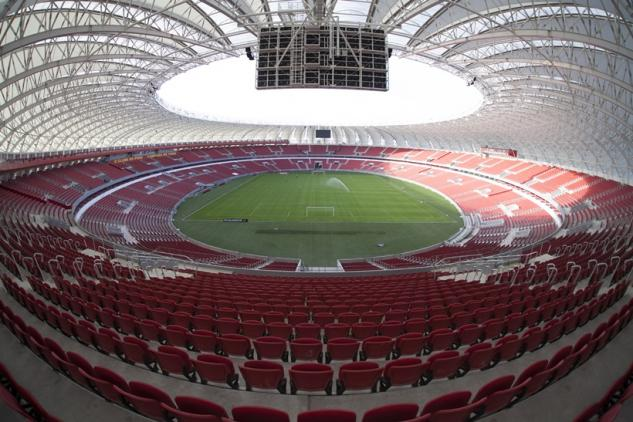
경기장 내부 모습.
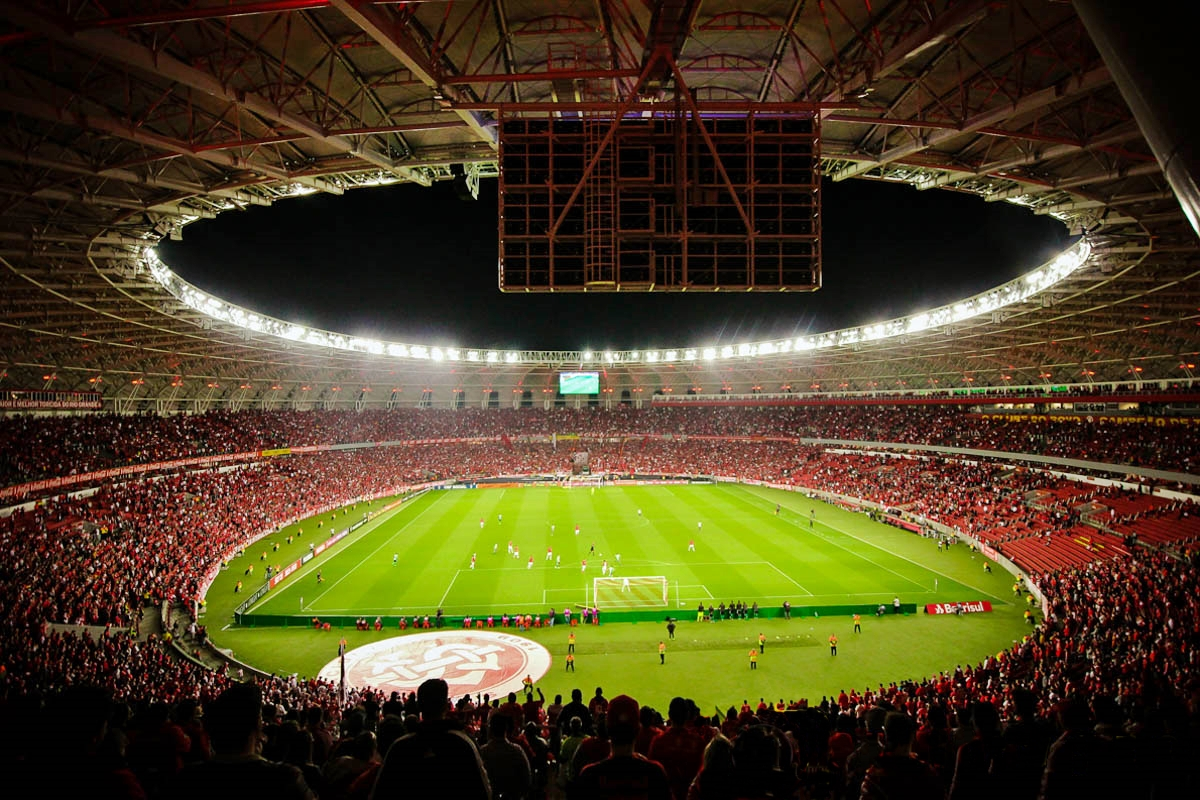
2016 베이라 히우의 내부 모습.
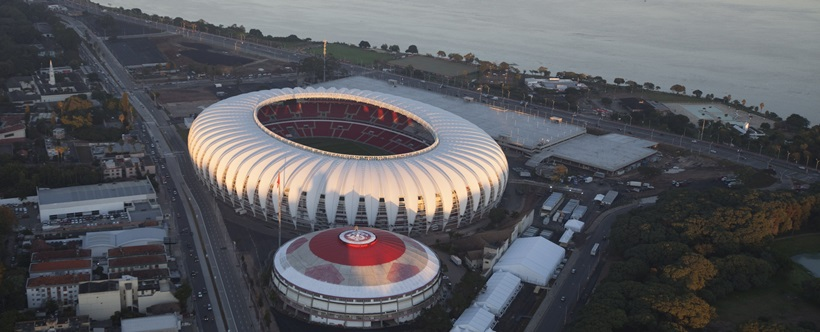
2014년 6월 베이라히우의 조감도

## 2014 FIFA 월드컵 일정
| 날짜       | 시간 (UTC-3) | 팀 #1          | 결과       | 팀 #2      | 대회   | 관중   |
| ---------- | ------------ | -------------- | ---------- | ---------- | ------ | ------ |
| 2014-06-15 | 16:00        | 프랑스         | 3-0        | 온두라스   | E조    | 43,012 |
| 2014-06-18 | 13:00        | 오스트레일리아 | 2-3        | 네덜란드   | B조    | 42,877 |
| 2014-06-22 | 16:00        | 대한민국       | 2-4        | 알제리     | H조    | 42,732 |
| 2014-06-25 | 13:00        | 나이지리아     | 2-3        | 아르헨티나 | F조    | 43,285 |
| 2014-06-30 | 17:00        | 독일           | 2-1 (연장) | 알제리     | 16강전 | 43,285 |